# Толстов, Андрей Иванович
Андрей Иванович Толстов (1897, Севастополь, Таврическая губерния — 1919) — русский военнослужащий, революционер. Участник Первой мировой войны и гражданской войны в России. Член РКП(б) с 1918 года.

## Биография
Родился в 1897 году в Севастополе. Участник Первой мировой войны в чине подпоручика. Вернулся на родину для лечения в конце 1917 года.
В ноябре 1917 года Андрея Толстова избирают командиром 1-го Черноморского революционного отряда, сформированного по решению I-го Общечерноморского съезда. Толстов участвовал в боях на Дону с отрядами генералов Корнилова и Каледина.
6 января 1918 года был утверждён комендантом крепости Севастополь. С 1918 года — член РКП(б). Принимал участие в установлении советской власти в Бахчисарае и Ялте. В гражданскую войну в дальнейшем воевал на Украине и в Сибири.
В марте 1919 года попал в плен войскам адмирала Колчака и был расстрелян.